# Ђорђе Дреновац
Ђорђе Дреновац (Београд, 9. август 1992) је српски кошаркаш. Игра на позицији крила, а тренутно је без ангажмана.

## Успеси

### Клупски
- Игокеа:
  - Првенство Босне и Херцеговине (1): 2014/15.
  - Куп Босне и Херцеговине (1): 2015.
- МЗТ Скопље Аеродром:
  - Првенство Македоније (2): 2015/16, 2016/17.
  - Куп Македоније (1): 2016.

### Репрезентативни
- Светско првенство до 19 година:  2011.
- Медитеранске игре:  2013.
- Универзијада:  2013.